# Jörg Dittrich

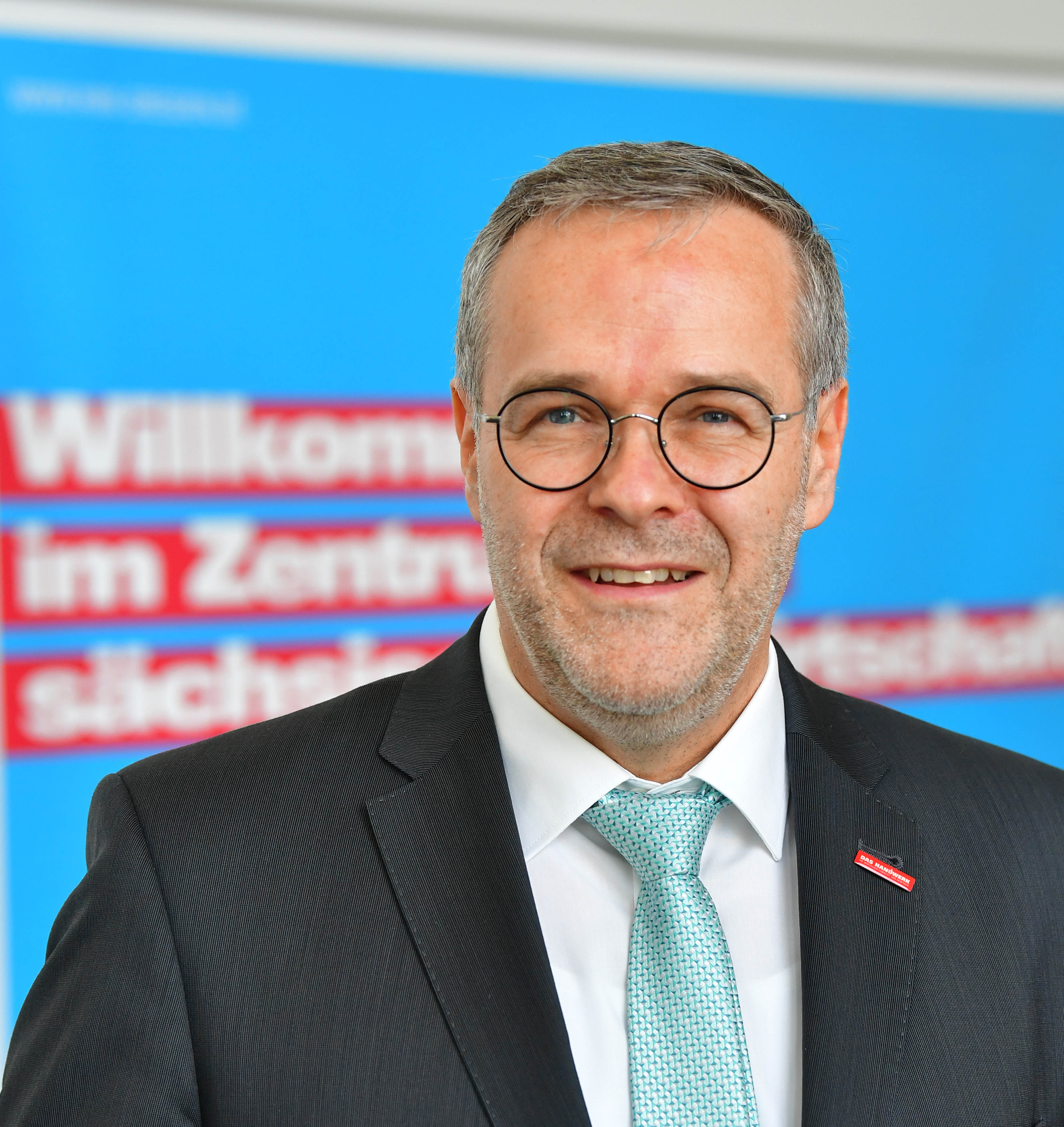
Jörg Dittrich (2021)

Jörg Dittrich (* 1. August 1969 in Dresden) ist ein deutscher Dachdeckermeister, Unternehmer und Handwerksfunktionär. Er ist seit 2012 Präsident der Handwerkskammer Dresden, seit 2021 Präsident des Sächsischen Handwerkstags und seit dem 1. Januar 2023 Präsident des Zentralverbandes des Deutschen Handwerks.

## Leben
Jörg Dittrich ist ein Sohn des Dachdeckermeisters Claus Dittrich, der von 2002 bis 2012 Präsident der Handwerkskammer Dresden war. Sein Bruder Christoph Dittrich ist studierter Musiker und seit 2013 Generalintendant der Theater Chemnitz.
Jörg Dittrich absolvierte eine Lehre zum Dachdecker. Im Jahr 1995 legte er erfolgreich die Meisterprüfung im Dachdeckerhandwerk ab. Im selben Jahr beendete er ein berufsbegleitendes Fernstudium zum Diplom-Ingenieur (FH) für Hochbau an der Fachhochschule Zittau. Dittrich absolvierte 2000 eine Weiterbildung zum Holzschutz-Sachverständigen. Im Rahmen eines Promotionsverfahrens, das das an der Technischen Universität Dresden ansässige Europäische Institut für postgraduale Bildung (EIPOS) vermittelte, wurde er 2008 an der Technischen Universität Košice mit der Dissertation Einfluss von privatwirtschaftlichen Unternehmungen auf das strategische Innovationsmanagement in der EU im Fach Betriebswirtschaftslehre zum Philosophiae Doctor (PhD.) promoviert. Seit Sommer 2022 verzichtet Jörg Dittrich darauf, den Doktortitel zu führen.
Dittrich führt seit 1997 den 1905 gegründeten Familienbetrieb Dachdeckermeister Claus Dittrich GmbH & Co. KG in vierter Generation. Das im Dresdner Stadtteil Trachau ansässige Unternehmen hat eine Niederlassung in Berlin und beschäftigt 65 Mitarbeiter in den Gewerken Dachdeckerei, Dachklempnerei, Zimmerei und Trockenbau.
Im Jahr 1998 gründete er gemeinsam mit einem polnischen Partner das Unternehmen Mirski+Dittrich in Breslau, das überwiegend in Polen Dach- und Fassadenarbeiten ausführt. Darüber hinaus gründete Dittrich 2001 die Dittrich Bau GmbH mit dem Angebot der Komplettsanierung sowie 2014 die DDB Dachbegrünung GmbH, die vorwiegend in der Dach- und Fassadenbegrünung tätig ist, beide mit Hauptsitz in Dresden.
Jörg Dittrich ist evangelischer Christ, verheiratet und hat sechs Kinder.

## Ehrenamt
Im Jahr 2012 wurde Jörg Dittrich zum Präsidenten der Handwerkskammer Dresden gewählt. Er trat damit die unmittelbare Nachfolge seines Vaters an.
Seit 8. Juni 2021 ist Jörg Dittrich Präsident des Sächsischen Handwerkstags, der Dachorganisation der drei sächsischen Handwerkskammern Dresden, Leipzig und Chemnitz, als Nachfolger von Roland Ermer, der das Spitzenamt im Handwerk 2011 übernommen hatte. Dittrich gehört seit 2012 zum Vorstand der größten ostdeutschen Landeshandwerksorganisation.
Dittrich war seit 2016 Mitglied des geschäftsführenden Präsidiums des Zentralverbands des Deutschen Handwerks e. V. Am 8. Dezember 2022 wurde er in einer Abstimmung ohne Gegenkandidaten zum Präsidenten des Zentralverbands gewählt und trat damit zum 1. Januar 2023 die Nachfolge von Hans Peter Wollseifer an.
Seit 2011 ist er Verwaltungsratsmitglied der Krankenkasse IKK classic sowie seit 2013 Aufsichtsratsmitglied der zum Signal-Iduna-Konzern gehörenden Signal Iduna Allgemeine Versicherung AG.
Mitglied des Verwaltungsrates der Bürgschaftsbank Sachsen ist Dittrich seit 2013, seit 2018 ist er Vorsitzender. Ebenfalls seit 2018 gehört er als Mitglied dem Verwaltungsrat der Ostsächsischen Sparkasse Dresden an.
Dittrich ist als Honorarkonsul und Leiter der ungarischen konsularischen Vertretung im Freistaat Sachsen seit 2014 Mitglied des Diplomatischen Corps.
Dittrich ist seit 2007 Mitglied im Vorstand der Volleyball-Abteilung des Dresdner Sportclubs. Im Jahr 2010 übernahm er den Vorstandsvorsitz. Während seiner Amtszeit wurde der Bundesligist mehrfacher Deutscher Meister und Pokalsieger und nahm an der CEV Champions League teil. Dittrich engagiert sich im Kuratorium des Dresdner Kinder-Hilfe e. V. und im Rotary-Club Dresden-Blaues Wunder.
Auf Vorschlag der CDU-Landtagsfraktion in Sachsen wurde Dittrich vom Sächsischen Landtag in die 17. Bundesversammlung entsandt.